# La Coquille, Dordogne
La Coquille är en kommun i departementet Dordogne i regionen Nouvelle-Aquitaine i sydvästra Frankrike. Kommunen ligger i kantonen Jumilhac-le-Grand som tillhör arrondissementet Nontron. År 2022 hade La Coquille 1 259 invånare.

## Befolkningsutveckling
Antalet invånare i kommunen La Coquille
Referens:INSEE